# 宇津駅

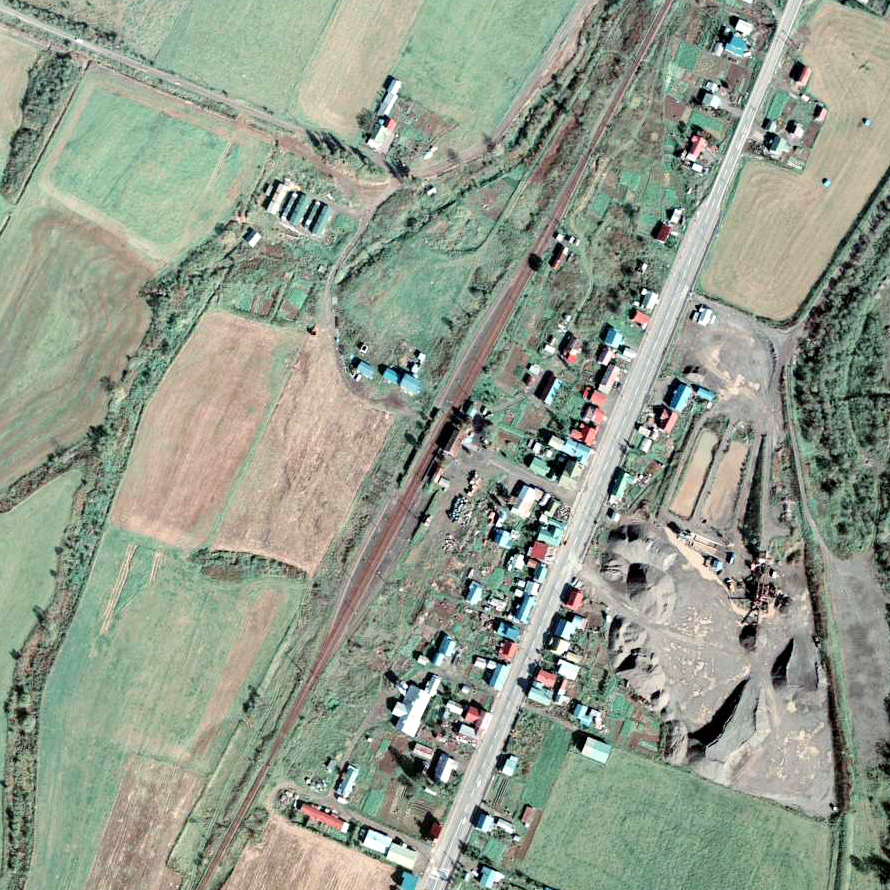
1978年の宇津駅と周囲約500m範囲。上が紋別方面。短めの相対式ホーム2面2線、駅舎横に貨物ホームと2本の引込み線、駅裏に副本線を持つ。駅裏は畑になっているが、かつては広いストックヤードがあり、沢山の木材が野積みされていた。写真の時期は貨物取扱い廃止の直前で、かろうじて駅舎横だけが使用されていたようである。

宇津駅（うつえき）は、かつて北海道（網走支庁）紋別郡興部町字宇津に設置されていた、北海道旅客鉄道（JR北海道）名寄本線の駅（廃駅）である。事務管理コードは▲122111。

## 歴史
- 1921年（大正10年）10月5日 - 鉄道省名寄線の上興部 - 興部間の延伸開通（名寄線全通）に伴い、開業[1][4]。一般駅[1]。
- 1923年（大正12年）11月5日 - 路線名を名寄本線に改称、それに伴い同線の駅となる。
- 1949年（昭和24年）6月1日 - 日本国有鉄道に移管。
- 1978年（昭和53年）12月1日 - 貨物・荷物の取り扱いを廃止[1][5]。駅員無配置駅となり[6]、簡易委託化[7]。
- 1987年（昭和62年）4月1日 -  国鉄分割民営化により、JR北海道に継承[1]。
- 1989年（平成元年）5月1日 - 名寄本線の全線廃止に伴い、廃駅となる[1]。

### 駅名の由来
当駅が所在した地名より。アイヌ語の「ウッ」（肋骨、転じて横の川）に由来している。
「ウッ」、あるいは「ウッナイ」（肋骨・川）に由来する地名・駅名は北海道内各地にある（宗谷本線歌内駅など）が、本流の両岸から小さい支流が流れ込む様を、背骨とあばら骨にたとえた地名である。

## 駅構造
廃止時点で、1面1線の単式ホームを有する地上駅であった。プラットホームは、線路の南西側（遠軽方面に向かって右手側）に存在した。そのほか旧貨物線線である、名寄方から駅舎側に分岐し駅舎西側のホーム切欠き部分への側線を1線有した。かつては2面2線の相対式ホームを有する、列車交換可能な交換駅であった。交換設備運用廃止後は線路は撤去されたが、ホーム前後の線路は転轍機の名残で湾曲していた。
無人駅となっていたが、有人駅時代の駅舎が残っていた。駅舎は構内の南西側に位置し、ホーム中央部分に接していた。開業以来の古い木造駅舎であった。

## 利用状況
乗車人員の推移は以下のとおり。年間の値のみ判明している年については、当該年度の日数で除した値を括弧書きで1日平均欄に示す。乗降人員のみが判明している場合は、1/2した値を括弧書きで記した。
| 年度               | 乗車人員 | 乗車人員 | 出典   | 備考 |
| 年度               | 年間     | 1日平均  | 出典   | 備考 |
| ------------------ | -------- | -------- | ------ | ---- |
| 1978年（昭和53年） |          | 43       | [ 14 ] |      |

## 駅周辺
- 国道239号（天北国道）[15]
- 北海道道883号宇津沢木線
- 興部川[15]
- 三井山 - 駅の東。標高237m[15]。
- 名士バス「宇津小学校前」停留所

## 駅跡
2000年（平成12年）時点で空地となっており、駅までの舗装道路のみが残存していた。2010年（平成22年）時点でも同様で、2011年（平成23年）時点でも更地であり何も残っていなかった。

## 隣の駅
北海道旅客鉄道
名寄本線
班渓駅 - 宇津駅 - 北興駅